# خراپوو
خراپوو (به لهستانی:  Chrapów) یک روستا در لهستان است که در گمینا دوبیگنگو واقع شده‌است. خراپوو ۳۰ نفر جمعیت دارد.